# Cipriano de Moscú

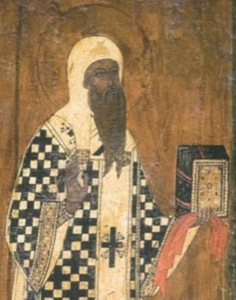
Metropolitano de Kiev Cipriano

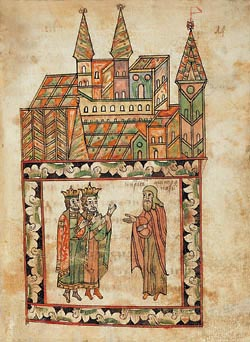
Ilustración que muestra a Cipriano bendiciendo a Dmitri Donskói y Vladímir el Valiente.

Cipriano Tsamblak (en ucraniano: Кипріан, en ruso: Киприан; Tírnovo, c. 1336 - 16 de septiembre de 1406) fue Metropolitano de Kiev, Rus y Lituania (1375-1380) (Metropolitas de Kiev y toda Rus), Metropolitano de Lituania y Rusia Menor (1380-1389), Metropolitano de Kiev y toda Rus (1389-1406) del Patriarcado Ecuménico de Constantinopla. El título oficial era Metrolitano de Kiev y toda Rus (en:List of Metropolitans and Patriarchs of Kiev) hasta 1448, incluso aunque los metropolitanos de Kiev residían en Vladímir desde 1299 y más tarde en Moscú desde 1325.
Es considerado santo por la Iglesia ortodoxa rusa que lo canonizó a finales del siglo XV y lo conmemora el 27 de mayo.

## Biografía
Cipriano era un clérigo de nacionalidad búlgara.  En 1373, el Patriarca de Constantinopla, Filoteo Kokkinos, lo sacó de su devota vida y educación para enviarlo al Gran Ducado de Lituania y Moscovia en una misión para reconciliar a los príncipes de Lituania y Tver con el metropolitano Alejo. En 1375, al volverse a entablar hostilidades entre Moscú y Lituania, los príncipes lituanos pidieron que se nombrara a Cipriano como su metropolitano. Filoteo Kokkinos hizo a Cipriano Metropolitano de Kiev, Rusia y Lituania, para unir así ambas provincias eclesiásticas en una tras la muerte de Alejo.
Vivió durante algún tiempo en el Monte Athos. En 1376 fue ordenado obispo en Constantinopla por encargo del gran duque lituano Algirdas. Fue metropolitano de Kiev, pero su ordenación no fue reconocida por Moscú, por lo que no sería metropolitano de toda Rusia hasta 1389. A partir de entonces residió en Moscú, aunque visitaría Kiev y otras eparquías ucranianas.
En 1378 murió el metropolitano Alejo. A resultas de varias escaramuzas e intrigas, Cipriano no llegó a ser metropolitano de Moscú en 1381. Un año más tarde de todos modos, tuvo que huir de Moscú porque se acercaban las tropas de Toqtamish. Al irse, lo substituyeron por Pimen entre 1382 y 1384. Este último a su vez fue sucedido por Dionisio I, Metropolitano de Moscú entre 1384 y 1385. En 1390, Cipriano fue devuelto a Moscú por Basilio II, a quien siempre había apoyado, y nombrado Metropolitano de Moscú y de toda Rusia.
Cipriano es recordado como un administrador de la iglesia experimentado y sabio que luchó por la unidad de la iglesia rusa. De hecho es el principal responsable de haber unido la iglesia ortodoxa rusa y la del Gran Ducado de Lituania. Para conseguir esto se tuvo que enfrentar con una seria oposición durante su metropolitanato. Dmitri Donskói fue excomulgado por oponerse a los esfuerzos de Cipriano para conseguir su puesto en Moscú. En Nóvgorod se tuvo que enfrentar con los arzobispos Alekséi y Ioán II, ya que estos se oponían a adjudicarle casos eclesiásticos, ya que esto le hubiese permitido recolectar las contribuciones de Nóvgorod mientras estuviera de juicio.
Cipriano fue un erudito y supervisó la copia y creación de un número importante de obras, incluyendo la Crónica Tróitskaya (o Tróitskaya létopis') y, probablemente, la Justicia Metropolitana (también conocida como Pravosúdiye metropolíchiye o Правосудие митрополичье). Del mismo modo, reescribió la Vida del Metropolitano Pedro, originalmente escrita alrededor de 1327. Además tradujo libros bíblicos del griego al antiguo eslavo eclesiástico.
Cipriano está enterrado en la Catedral de la Asunción en el Kremlin de Moscú. 

## Otra información
El pico San Kiprian de las alturas Breznik, en la Isla Greenwich de las Islas Shetland del Sur, en la Antártida, se llama así por Cipriano.